# Carl von Rantzau
Carl von Rantzau, vollständig Carl Detlof Friedrich Wilhelm von Rantzau (* 24. Juni 1782 in Ludwigslust; † 28. März 1851 in Schwerin, begraben in Ludwigslust) war ein mecklenburgischer Hofbeamter.

## Leben
Carl von Rantzau entstammte dem mecklenburgischen, nicht-gräflichen Zweig (Haus Pancker und Trahlau) des schleswig-holsteinischen Uradelsgeschlecht (Equites Originarii) von Rantzau. Er war ein Sohn des Großherzoglich Mecklenburgischen Kammerherrn und Oberstallmeisters Friedrich Franz Melchior von Rantzau (1756–1831) und seiner Frau Marianne, geb. von Lützow (1761–1821).
Sein Vater hatte in den Wirren der Napoleonischen Zeit alle seine Güter (Greß, Blücher (Besitz (Mecklenburg)), Ragut, Neese, Renzow und Marienhof) verloren. Daher blieb nur eine Karriere im Militär-, Forst- oder Hofdienst. Während sein Bruder Adolf Johann Karl von Rantzau (1786–1861), der Vater von Marianne von Rantzau und Hermann von Rantzau in den Forstdienst ging, wurde Carl zunächst Offizier und kämpfte in den Befreiungskriegen. Als Stabsrittmeister war er Adjutant des Kommandanten der Mecklenburgischen Freiwilligen Jäger, Oberst von Müller. Danach trat er in den Hofdienst und wurde wie sein Vater Kammerherr und großherzoglicher Vize-Oberstallmeister. 1836 wurde er Hofmarschall der Witwe des Erbgroßherzogs Friedrich Ludwig zu Mecklenburg, Auguste und ihrer Stieftochter, Herzogin Helene.
Er war Unterhändler bei den Verhandlungen, die zur Eheschließung von Helene mit Ferdinand Philippe d’Orléans, duc de Chartres führten, begleitete ihre Mutter und sie als Reisemarschall nach Schloss Fontainebleau und war dort einer der Trauzeugen bei der Hochzeit am 30. Mai 1837.
Als Auguste später nach Rudolstadt zu ihrer Schwester Karoline zog, verwaltete er auch dort ihren Haushalt bis zu seinem Tod.
Er war verheiratet mit Eleonore, geb. Gräfin von der Goltz (* 6. Januar 1798; † 28. November 1861) aus dem Hause Heinrichsdorf, der Tochter von Leopold Heinrich von der Goltz und Eleonore Juliane, geb. von Maltzahn. Die Tochter Helene Auguste Bernhardine (* 1829) heiratete den Kammerherrn Gustav von Blücher (1822–1892) auf Kuppentin und Neuhof, einen Sohn des Landrats Ernst von Blücher.

## Auszeichnungen
- Mecklenburgische Militärverdienstmedaille (1814) in Gold[3]
- Mecklenburgische Kriegsdenkmünze für 1808–1815 (1841)
- Russischer Orden der Heiligen Anna, I. Klasse
- Großoffizier der Ehrenlegion
- Königlich Preußischer St. Johanniter-Orden
- Schwertorden, Ritter
- Hausorden vom Weißen Falken, Großkreuz